# Uniwersytet Andrássy
Uniwersytet Andrássy w Budapeszcie (AUB) (pełna nazwa: Andrássy Gyula German Speaking University Budapest/Andrássy Gyula Deutschsprachige Universität Budapest) to prywatny uniwersytet z siedzibą w stolicy Węgier - Budapeszcie. Uniwersytet Andrássy w Budapeszcie został założony w 2001 roku i jest jedynym w pełni niemieckojęzycznym uniwersytetem poza granicami państwa niemieckojęzycznych. Jako uniwersytet europejski znajdujący się na Węgrzech, uniwersytet AUB jest wspierany przez pięć krajów partnerskich (Austrię, Badenię-Wirtembergię, Bawarię, Niemcy, Węgry), a także przez Szwajcarię i przez autonomiczny region Trentino/Południowy Tyrol.

## Historia
Pomysł utworzenia uniwersytetu AUB bierze swój początek w czasach “Deklaracji z Ulm” z 22 lutego 2001 roku. Premierzy Węgier, Republiki Austrii, Kraju Badenia-Wirtembergia i Wolnego Kraju Bawaria podczas szczytu w Ulm podjęli decyzję o wsparciu planowanego przez Węgry uniwersytetu niemieckojęzycznego w Budapeszcie i wzięciu aktywnego udziału w realizacji tego projektu. W ten sposób ułożono pierwszy kamień węgielny wielonarodowego projektu społecznościowego. Bodźcem wzmacniającym powstanie projektu był planowany wówczas rozwój Unii Europejskiej; wniesiono tym samym wkład w proces integracji obszaru Europy Środkowej z Unią Europejską, który trwa do dziś.
Pośrednikiem służyła założona w tym samym roku przez Węgry “Fundacja Publiczna na rzecz Uniwersytetu Niemieckojęzycznego w Budapeszcie”. W czerwcu 2001 uniwersytet AUB został uznany przez Parlament Węgier. Zaledwie rok później na “Uniwersytecie Niemieckojęzycznym Andrássy Gyula w Budapeszcie” (Uniwersytecie Andrássy w Budapeszcie – AUB) został wdrożony program studiów.
Nadając uczelni nazwę “Uniwersytet Niemieckojęzyczny Andrássy Gyula w Budapeszcie” założyciele zapewnili pozycję instytucji i jej przyszłej roli w historycznym tradycyjnym rodowodzie Europie Środkowej. Imiennik uniwersytetu, hrabia Gyula Andrássy (1823-1890) był aktywnym uczestnikiem rewolucji 1848-1849, w latach 1867-1871 pełnił funkcję premiera Węgier, a następnie, aż do swojej dymisji w 1879 roku, był ministrem spraw zagranicznych Monarchii Austro-Węgierskiej. Był on zaangażowanym zwolennikiem ugody austriacko-węgierskiej, stanowiącej podstawę założenia Podwójnej Monarchii. Był zagorzałym promotorem porozumienia między narodami, a dzięki swoim niezwykłym wysiłkom włożonym w ścisłą współpracę między krajami Europy Środkowej, przeszedł do historii jako jeden z najwybitniejszych dyplomatów XIX wieku.
Uniwersytet AUB był pierwszą uczelnią znajdującą się poza terenem Niemiec, która uzyskała akredytację zgodnie z niemieckimi zasadami i kryteriami. Dzięki systemowi zapewnienia jakości, certyfikowanego przez agencję ewaluacyjną evalag z Badenii-Wiertembergii, uniwersytet gwarantuje najlepsze warunki do nauki i nauczania.  AUB był piątym na Węgrzech instytucją przyjętą do programu doskonałości, uzyskując w ten sposób tytuł “University of National Excellence”. 

## Studia
Programy studiów magisterskich (niemieckojęzyczne):
- Stosunki międzynarodowe i europejskie
- Międzynarodowa gospodarka i biznes
- Zarządzanie i kierowanie
- LL.M. Uzupełniające studia politologiczne i prawnicze
- Europejska i międzynarodowa administracja
- Historia środkowoeuropejska
- Studia środkowoeuropejskie – Dyplomacja ("Dyplomacja kulturalna")
- Studia regionu Dunaju

Program studiów doktoranckich:
Niemieckojęzyczny interdyscyplinarny program studiów doktoranckich AUB oferuje studia w czterech kierunkach w ramach przewodniej perspektywy „Przyszłość Europy Środkowej w Unii Europejskiej”:
- Historia
- Politologia
- Prawoznawstwo
- Ekonomia

## Budynek
Siedzibą uniwersytetu AUB jest historyczny pałac Festeticsów, zbudowany przez węgierskiego architekta Miklós Ybl dla węgierskiego męża stanu György Festetics, znajdujący się w centrum Budapesztu, w sąsiedztwie Węgierskiego Muzeum Narodowego.